# Yrjö Nikkanen
Jouko Yrjö Nikkanen (ur. 31 grudnia 1914 w Kanneljärvi, zm. 18 listopada 1985 w Suoniemi) – fiński lekkoatleta specjalizujący się w rzucie oszczepem.
Wicemistrz olimpijski z Berlina (1936). Dwukrotny rekordzista świata w rzucie oszczepem. 25 sierpnia 1938 uzyskał wynik 77,87 m, a 16 października tego roku na stadionie w Kotka rzucił 78,70 m – rezultat ten pozostał rekordem świata przez kolejne 15 lat. Dwukrotnie był wicemistrzem Europy: w Paryżu w 1938 i w Oslo w 1946.